# Foso gaussiano

Los primos gaussianos con parte real e imaginaria como máximo siete, mostrando porciones de un foso gaussiano de ancho dos que separa el origen del infinito

En teoría de números, el problema del foso gaussiano plantea la pregunta de si es posible encontrar una secuencia infinita de números enteros gaussianos distintos de modo que la diferencia entre números consecutivos en la secuencia esté acotada. Más coloquialmente, si se imaginan los primos gaussianos como peldaños en un mar de números complejos, la pregunta es si se puede caminar desde el origen hasta el infinito con pasos de tamaño acotado, sin mojarse. El problema fue planteado por primera vez en 1962 por Basil Gordon (aunque a veces se le ha atribuido erróneamente a Paul Erdős), y sigue sin resolverse.
Con los números primos habituales, una secuencia de este tipo es imposible: el teorema de los números primos implica que hay espacios arbitrariamente grandes en la sucesión de los números primos, y también hay una prueba directa elemental: para cualquier n, los n − 1 números consecutivos n! + 2, n! + 3, ..., n! + n son todos compuestos.
El problema de encontrar un camino entre dos primos gaussianos que minimice el tamaño máximo de salto es una instancia del problema del camino minimax, y el tamaño de salto de un camino óptimo es igual al ancho del foso más ancho entre los dos primos, donde un foso puede definirse por una partición de los primos en dos subconjuntos y su ancho es la distancia entre el par más cercano que tiene un elemento en cada subconjunto. Por lo tanto, el problema del foso gaussiano puede formularse de una forma diferente pero equivalente: ¿existe un límite finito en los anchos de los fosos que tienen un número finito de primos en el lado del origen?
Las búsquedas computacionales han demostrado que el origen está separado del infinito por un foso de ancho 6.
Se sabe que, para cualquier número positivo k, existen primos gaussianos cuyo vecino más cercano está a una distancia k o mayor. De hecho, estos números pueden estar restringidos a estar en el eje real. Por ejemplo, el número 20785207 está rodeado por un foso de ancho 17. Por lo tanto, definitivamente existen fosos de ancho arbitrario, pero estos fosos no necesariamente separan el origen del infinito.

## Lectura adicional
- Guy, Richard K. (2004), Unsolved problems in number theory (3rd edición), Springer Science+Business Media, pp. 55-57, ISBN 978-0-387-20860-2, Zbl 1058.11001.